# Greta Manuzi
Greta Manuzi, inizialmente nota con il solo prenome Greta (Longiano, 9 settembre 1990), è una cantante italiana.
Diventa celebre al pubblico nel 2013 partecipando alla dodicesima edizione del talent show Amici di Maria De Filippi, dove si classifica seconda. Firma un contratto con l'etichetta Carosello Records, con la quale pubblica l'EP Solo rumore, certificato disco d'oro dalla FIMI, e 
l'album Ad ogni costo, uscito nel 2014. 
Nel 2016 inizia una collaborazione con altre tre artiste (Simonetta Spiri, Verdiana Zangaro e Roberta Pompa) con cui pubblica i brani L'amore merita  e L'origine.  Con le altre cantanti della formazione, ad eccezione di Simonetta Spiri, sostituita da Laura Bono, fonda nel 2017 il gruppo musicale Le Deva. 

## Biografia

### 2007-2013: Aison e gli inizi neiTalent Show
Coltiva la passione per il canto fin da piccola. È stata la cantante degli Aison, una band con il quale ha pubblicato un demo nel 2007, intitolato Luce e contenente tre inediti, e un altro nel 2010, Il viaggio, composto da cinque brani. Il gruppo è arrivato tra i primi sei, su oltre 4 000 artisti, al concorso per gruppi emergenti Tour Music Fest. Prima di riuscire ad entrare ad Amici, nel 2010 si era presentata ai provini di X Factor 4, ma era stata scartata da Elio.
Partecipa ad Amici arrivando alla fase serale del programma nella squadra bianca capitanata da Emma Marrone. Il 1º giugno 2013, durante la finale del programma, si classifica seconda e firma un contratto con la casa discografica Carosello Records.
Il 21 maggio 2013 è stato pubblicato il suo primo EP, Solo rumore, contenente sei brani tra cui il singolo di debutto omonimo, presentato al pubblico già durante il talent show. Il disco raggiunge la quarta posizione dei dischi più venduti della classifica FIMI; seguirà come singolo L'estate, pubblicato il 21 giugno 2013, con il quale partecipa al Music Summer Festival - Tezenis Live nella categoria giovani, aggiudicandosi la vittoria della seconda puntata.
Il 31 dicembre 2013 viene invitata ad esibirsi sul palco de L'anno che verrà per festeggiare il nuovo anno.

### 2014-2015:Ad ogni costoeBraccialetti rossi
Il 28 gennaio 2014 viene pubblicato il primo album per la Carosello, dal titolo Ad ogni costo. Il disco, contenente undici inediti, debutta nella prima settimana al quinto posto della classifica FIMI.
Il primo singolo è Due come tutti, pubblicato il 27 gennaio 2014.
Il secondo singolo è L'amore non è fidarsi, che esce il 15 aprile 2014, mentre il terzo Amiamoci a metà viene messo in commercio l'11 luglio 2014.
Nella versione digitale del disco è presente, in esclusiva, anche il pezzo Una storia lontana che sarà presente poi come colonna sonora in una puntata di Braccialetti rossi, nella quale l'artista collabora anche per la sigla col brano L'inizio del mondo.
Il 3 giugno viene premiata, con il singolo L'amore non è fidarsi, ai Music Awards nella categoria Next Generation 2.0 di Rai 1 come nuova voce della musica italiana.
Il 31 dicembre 2015 viene invitata insieme ad altri ragazzi di Amici a Matera a L'anno che verrà su Rai 1 per celebrare il nuovo anno.

### 2016-presente:L'amore meritae Le Deva
Il 1º aprile esce il singolo L'amore merita, in concomitanza con il decimo compleanno di "Gay Help Line", su tutte le piattaforme di digital download per l'etichetta discografica New Music International e Dischi dei sognatori. Il brano è prodotto in collaborazione con Simonetta Spiri che ne è anche l'autrice, Verdiana Zangaro e Roberta Pompa ed è sostenuto da una campagna di sensibilizzazione sui Social network con l'utilizzo del titolo come hashtag.
Il videoclip viene pubblicato il 31 marzo sul sito di TGcom24. Segue un tour italiano chiamato L'amore merita Tour. In seguito, il quartetto darà una continuità a questa collaborazione, pubblicando un nuovo progetto musicale chiamato L'origine.
Ad aprile esce su iTunes e nei negozi di dischi l'album Unpredictable di Alberto Bastianelli per l'etichetta Acanto, in cui Greta duetta nel brano You'll Never Find Another Love Like Mine, progetto legato alla sensibilizzazione sulla donazione di organi e tessuti, a cui Greta ha aderito poiché già da tempo sostenitrice della Lega Italiana Fibrosi cistica.
Partecipa alla colonna sonora del film di Claudio Giovannesi Fiore, candidato ai David di Donatello 2017, dove reinterpreta Maledetta primavera di Loretta Goggi.
Insieme a Verdiana Zangaro, Roberta Pompa e Laura Bono, ma senza Simonetta Spiri, che abbandona la formazione, fonda il collettivo Le Deva, che pubblica il disco d'inediti 4 uscito il 20 ottobre 2017 e anticipato dai singoli Un'altra idea e Semplicemente io e te. Nel periodo in cui fa parte del gruppo, si esibisce in veste di artista singola come ospite al Festival di Sanremo nella serata cover, duettando con Orietta Berti con la canzone Io che amo solo te.
Negli anni seguenti la band pubblicherà altri singoli e gareggerà nel 2022 al festival albanese Kënga Magjike nella categoria Big International Artist, vincendo durante la serata finale. Tuttavia, Laura Bono lascia la formazione al termine del 2022, trasformando il quartetto in un trio. La nuova formazione è in gara nel 2023 alla kermesse Una voce per San Marino col brano Fiori su Marte, col quale raggiunge la finale, classificandosi al secondo posto e vincendo il premio per il brano più Eurovisivo.

## Discografia

### Solista
Album in studio
- 2014 – Ad ogni costo

EP
- 2013 – Solo rumore
- 2014 – Xmas Acoustic
- 2016 – L'Amore merita Remix

Demo
- 2007 – Luce
- 2010 – Il viaggio

Singoli
- 2013 – Solo rumore
- 2013 – L'estate
- 2014 – Due come tutti
- 2014 – L'amore non è fidarsi
- 2014 – Amiamoci a metà

Video musicali
- 2010 – Il viaggio (feat. Aison)
- 2013 – L'estate
- 2014 – Due come tutti
- 2014 – Due come tutti (Acoustic Live - Xmas Acoustic)
- 2014 – L'amore non è fidarsi
- 2014 – Amiamoci a metà
- 2015 – Say Something (A Great Big World)] (cover contenuta nell'EP digitale Xmas Acoustic)

## Filmografia

### Cinema
- Fiore, regia di Claudio Giovannesi (2016)

## Riconoscimenti
- 2013 – Premio Ara di Giove
- 2013 – Velvet Awards – BestTalent
- 2013 – Vincitore di serata "Music Summer Festival - Tezenis Live"
- 2014 – Wind Music Awards Next Generation
- 2016 – Premio Margutta
- 2022 – Best Big International Artist Kenga Magjike 2022[25]

## Televisione
- Amici di Maria De Filippi (2012/2013) – concorrente
- Music Summer Festival Tezenis Live (2013) – concorrente
- L'anno che verrà (2013/2015) – ospite
- Music Awards (2014) – concorrente
- Wind Summer Festival (2018) – concorrente
- Festival di Sanremo (2021) – ospite Serata duetti
- Kenga Magjike (2022) – concorrente
- Una voce per San Marino (2023) – concorrente
- Brillanti Singers (2025) - giudice